# Gros Islet
Gros Islet es un pueblo de Santa Lucía que forma parte del distrito de Gros Islet, del que es su cabecera.

## Historia
Originalmente fundada por los Caribes (y posiblemente Arahuacos), en un mapa francés de 1717 consta la primera identificación del área como Gros Islet.